# Clinodiplosis cilicrus
Clinodiplosis cilicrus är en tvåvingeart som först beskrevs av Jean-Jacques Kieffer 1889.  Clinodiplosis cilicrus ingår i släktet Clinodiplosis och familjen gallmyggor. Inga underarter finns listade i Catalogue of Life.